# Pseudhapalopus aculeatus
Genre
Espèce
Pseudhapalopus aculeatus, unique représentant du genre Pseudhapalopus, est une espèce d'araignées mygalomorphes de la famille des Theraphosidae.

## Distribution
Cette espèce est endémique de Bolivie. Elle se rencontre vers Sorata.

## Description
Le mâle holotype mesure 31 mm.

## Publication originale
- Strand, 1907 : Vorläufige Diagnosen afrikanischer und südamerikanischer Spinnen. Zoologischer Anzeiger, vol. 31, p. 525-558 (texte intégral).